# Ceratina tropica
Ceratina tropica är en biart som beskrevs av Crawford 1910. Den ingår i släktet märgbin och familjen långtungebin. Inga underarter finns listade i Catalogue of Life.

## Beskrivning
Ceratina tropica är ett förhållandevis litet bi. Speciellt honan kan dock variera betydligt i längd, mellan 5,5 och 9 mm. Hanen blir 6 till 7,5 mm lång. Grundfärgen är svart, med gula markeringar i form av ett tvärstreck på clypeus (munskölden), hos hanen även på labrum (överläppen), fläckar på kinderna, knölar samt en större markering på mellankroppen samt tvärband på tergiterna 1 till 5 (och 6 hos hanen). Även benen har ljusgula markeringar, mer uttalat hos hanen, som även har rödaktiga fötter. Som hos många märgbin med liknande färgteckning, ger mönstret ett påtagligt getingliknande intryck.

## Utbredning
Arten förekommer endast på Filippinerna.

## Ekologi
Som alla märgbin bygger arten sina larvbon i märgen på olika växter.